# Maurizio Brucchi
Maurizio Brucchi (Teramo, 21 settembre 1961) è un politico italiano, sindaco di Teramo dal 2009 al 2017.

## Biografia
Laureato in medicina, entra in politica venendo eletto consigliere comunale a Teramo nel 1999. Alle amministrative del 2009 si candida a sindaco di Teramo a capo di una coalizione di centro-destra, uscendone vincitore al primo turno con il 57,07% dei voti, diventando così il nuovo primo cittadino. Viene riconfermato per un secondo mandato nel 2014 dopo il ballottaggio.
Il 4 dicembre 2017 rassegna le dimissioni da sindaco dopo che 18 dei suoi consiglieri comunali si sono dimessi, sciogliendo in questo modo il consiglio comunale e decadendo dalla carica il successivo 6 dicembre.